# Accident ferroviaire de Çorlu
L'accident ferroviaire de Çorlu est un déraillement meurtrier qui a lieu le 8 juillet 2018 près du village de Sarılar, en Turquie. Le train de la compagnie nationale TCDD, parti de Kapikule (en) (à la frontière bulgare) avec 362 passagers et en direction d'Istanbul, sort de la voie ferrée quand celle-ci s'affaisse dans le sol à cause des pluies abondantes des jours précédents.
La catastrophe fait 24 morts et 318 blessés.